# Калининский район (Уфа)
Калининский райо́н (баш. Калинин районы) — один из семи городских районов города Уфы, расположенный в его юго-восточной части.

## География
Территория района составляет 201 км².

## История
В конце XVI века появилось селение Черниково, названное в честь помощника воеводы Михаила Нагого, боярского сына Ивана Черникова-Онучина, уроженца Нижнего Новгорода, получившего здесь поместье.
23 декабря 1931 года распоряжением БашЦИК был образован посёлок Черниковский.
В 1936 году он вошёл в состав города Уфы как Сталинский район.
В декабре 1941 года в районе размещён эвакуированный из города Рыбинска Ярославской области моторостроительный завод № 26, в настоящее время Уфимское моторостроительное производственное объединение.
15 декабря 1944 года указом Президиума Верховного Совета РСФСР Сталинский район города Уфы был выделен в отдельный город республиканского (АССР) подчинения Черниковск.
25 февраля 1952 года указом № 742/3 Президиума Верховного Совета РСФСР город разделен на три района: Сталинский, Калининский и Орджоникидзевский. В районах созданы советы депутатов трудящихся, избраны райисполкомы.
В 1956 году указом Президиума Верховного Совета РСФСР стал Калининским районом города Уфы.

## Население
| 1959     | 1970     | 1979     | 1989     | 2002     | 2003     | 2004     |
| -------- | -------- | -------- | -------- | -------- | -------- | -------- |
| 119 941  | ↗207 020 | ↗219 765 | ↘211 886 | ↘197 233 | ↘196 910 | ↘195 674 |
| 2005     | 2006     | 2007     | 2008     | 2009     | 2010     | 2013     |
| ↗195 722 | ↘195 502 | ↘195 316 | ↘195 061 | ↘195 014 | ↗197 451 | ↗199 910 |
| 2014     | 2015     | 2016     | 2017     | 2020     | 2021     |          |
| ↘199 883 | ↗201 281 | ↗202 993 | ↗203 873 | ↗207 750 | ↘207 664 |          |

## Экономика и промышленность

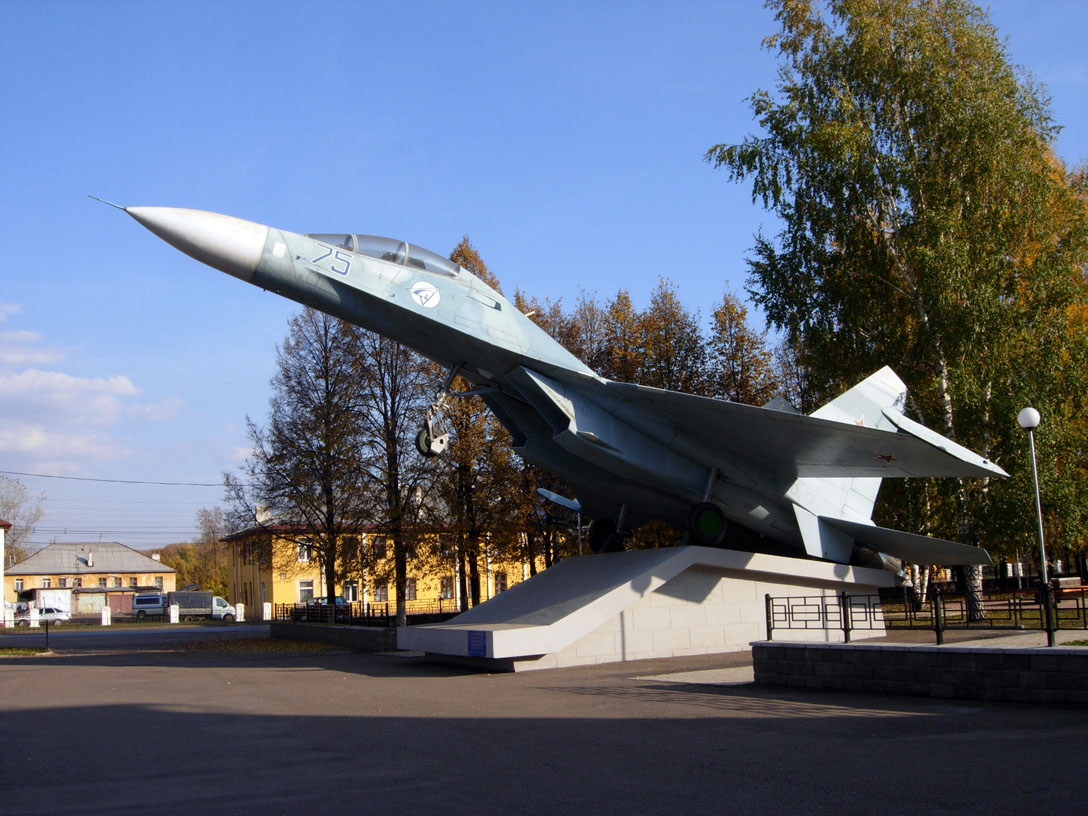
Истребитель Су-27 перед УМПО

В районе осуществляют свою деятельность 27 крупных и средних промышленных предприятия.

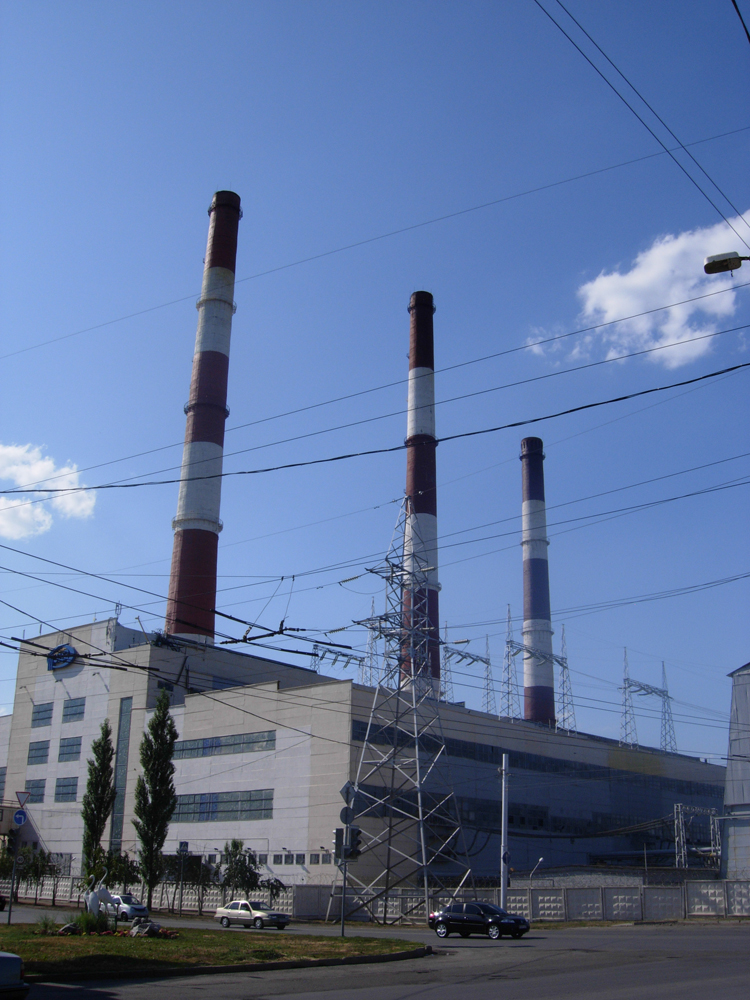
Уфимская ТЭЦ-2

На территории района располагается ПАО «Уфимское моторостроительное производственное объединение» (УМПО) — одно из крупнейших в России предприятий по производству авиационных и автомобильных двигателей.
Рядом с УМПО находится Уфимская ТЭЦ-2, которая обеспечивает теплом почти половину жилого массива Уфы (Черниковку, Сипайлово, жилые кварталы проспекта Октября) и большое число промышленных предприятий.
Также в районе расположены такие крупные предприятия, как ПАО «Башкирэнерго», ПАО «Уфимский железобетонный завод № 2», ПАО «Стеклонит», ПАО «Уфимский мясоконсервный комбинат», филиал ПАО «Вимм-Билль-Данн», ПАО «Уфимский хлеб» и др.

## Образование
В районе работает 71 муниципальное образовательное учреждение, из них 36 учреждений дошкольного образования, 26 общеобразовательных учреждений и 9 учреждений дополнительного образования. В образовательных учреждениях всех типов и видов обучаются и воспитываются 26 697 детей, работают 2 030 педагогов.

## Здравоохранение
На территории района функционирует 12 лечебно-профилактических учреждений. Среди них, успешно функционируют диализный центр, поликлиника и хирургический комплекс при городской клинической больнице № 13, межмуниципальный онкологический центр. В сентябре 2014 года после реконструкции открылся филиал детской поликлиники № 4 на Вологодской ул., 20. Он обслуживает более семи с половиной тысяч детей.

## Спорт
В районе расположены 6 детско-юношеских спортивных школ, стадион им. Н. Гастелло, крытый ледовый дворец «Юлаевец», 3 многофункциональные спортивные площадки с искусственным покрытием, 28 пришкольных футбольных полей, 8 хоккейных коробок, 25 баскетбольных и 23 волейбольных площадок.

## Культура
В районе функционируют парк культуры и отдыха «Первомайский», две музыкальные школы, 9 библиотек, 18 школьных музеев, МБУ «Федоровский дом культуры», МБУ Дворец Культуры «Моторостроитель».

## Религия
На территории района расположены;
- Свято-Никольский храм в Шакше,
- Богородско-Уфимский храм,
- Часовня Святого источника,
- Мечеть «Мадина» в микрорайоне Инорс,
- мечети в Инорсе, Шакше, Максимовке.